# Herpyllus pictus
Herpyllus pictus är en spindelart som först beskrevs av F. O. Pickard-Cambridge 1899.  Herpyllus pictus ingår i släktet Herpyllus och familjen plattbuksspindlar. Inga underarter finns listade i Catalogue of Life.